# SS Ultonia
El SS Ultonia fue un buque de carga y pasajeros británico construido en 1898 en Wallsend-on-Tyne por C S Swan & Hunter. Fue hundido por un torpedo alemán en 1917.

## Carrera
El SS Ultonia fue botado el 4 de junio de 1898 y medía 500 pies (152,4 m) por 57,4 pies (17,5 m) por 33,9 pies (10,3 m), 8.845 toneladas brutas con motores de Sir C. Furness, Westgarth & Co, Middlesbrough. Originalmente fue lanzado para carga y ganado, fue equipado con alojamiento de 675 pasajeros en tercera clase en 1899, iniciando su viaje inaugural de pasajeros el 28 de febrero desde Liverpool con escala Queenstown y destino en Boston .
Al partir de Boston en uno de estos viajes el 5 de agosto de 1899, el Ultonia chocó contra un arrecife justo afuera del canal principal del puerto de Boston en Nantasket Roads, que era la ruta típica en ese momento. Esta área ahora se llama Ultonia Ledge, está ubicada a una milla y media al sureste de Boston Light y tiene una profundidad de 21 pies (6,4 m) en la marea baja media inferior según las cartas náuticas modernas. Este evento impulsó la alteración de los cursos de los barcos en el área para evitar el arrecife, el dragado de Nantasket Roads a una profundidad de 35 pies (10,7 m) para que fuera seguro para los grandes buques de vapor, y también el dragado posterior del acceso norte más amplio a través de President Roads, que ahora es el canal principal para los grandes buques que entran o salen del puerto de Boston.
En 1902 fue remodelado para acomodar a 120 pasajeros de segunda clase y 2.100 de tercera clase, aumentando su tonelaje bruto a 10.402. En 1915 fue reacondicionado para transportar hasta 2.000 caballos.
El 27 de marzo de 1917, el Ultonia chocó con el carbonero británico SS Don Benito en el Océano Atlántico .

## Hundimiento
Durante la Primera Guerra Mundial, el Ultonia fue torpedeado y hundido en el Océano Atlántico a 190 millas de Fastnet, Irlanda, el 27 de junio de 1917 por el submarino de la Armada Imperial Alemana SM U-53t al mando del Capitán Hans Rose . Una vida se perdió en el ataque.
- Datos: Q2477609